# Liste des chefs d'État du Cambodge
La charge de chef de l'État du Cambodge est, depuis la restauration de la monarchie en 1993, assurée par le roi. En fonction des changements de régime et modifications de la constitution, plusieurs autres titres ont été portés par le chef de l'État cambodgien entre 1960 et 1993.

## Monarchie cambodgienne
Durant l'essentiel de son histoire, le Cambodge a été une monarchie. Lors des périodes de l'Empire khmer comme du protectorat français, le rôle de chef de l'État revenait à un monarque. Entre 1960 et 1993, le pays a néanmoins connu d'autres formes de gouvernement, qu'il s'agisse de la période d'abolition de la monarchie entre 1970 et 1993, ou de celle de la « monarchie sans roi » entre 1960 et 1970.

### Régence (1960-1970)
- 3 avril-6 avril, puis 13 juin-20 juin 1960 : Chuop Hell (Président de l'Assemblée nationale, chef de l'État par intérim)
- 6 avril 1960 - 13 juin 1960 : Sisowath Monireth (Chef du conseil de régence)
- 20 juin 1960 - 18 mars 1970 : Norodom Sihanouk (Chef d'État)
- 18 mars 1970 - 9 octobre 1970 : Cheng Heng (Chef d'État)

Le 20 juin 1960, à la suite de la mort de son père le roi Norodom Suramarit, le premier ministre Norodom Sihanouk, qui ne souhaite pas reprendre son titre de roi, se fait nommer, par le biais d'un amendement constitutionnel, chef d'État à vie. Il a donc les pouvoirs et les prérogatives de roi sans en avoir le titre. Après le renversement de Sihanouk en mars 1970, le président de l'assemblée nationale, Cheng Heng, devient chef de l'État par intérim comme prévu par la constitution en cas de vacance du pouvoir. Norodom Sihanouk, en exil, continue de revendiquer le titre de chef de l'État du Gouvernement royal d'union nationale du Kampuchéa (GRUNK).

## République Khmère
- 9 octobre 1970 - 10 mars 1972 : Cheng Heng (Chef d'État)
- 10 mars 1972 - 1er avril 1975 : Lon Nol (Président de la République)
- 1er avril 1975 - 12 avril 1975 : Saukam Khoy (Président de la République)
- 12 avril 1975 - 17 avril 1975 : Sak Sutsakhan (Président du comité suprême)

Après la proclamation de la république, Cheng Heng conserve le titre de chef de l'État jusqu'en 1972, date à laquelle le maréchal Lon Nol se fait élire président par l'assemblée. Après la démission de Lon Nol et sa fuite devant l'avance des troupes des Khmers rouges, l'intérim est assuré par deux éphémères chefs d'État. Les Khmers rouges entrent dans Phnom Penh le 17 avril.

## Kampuchéa démocratique
Période du Kampuchéa démocratique
- 17 avril 1975 - 2 avril 1976 : Norodom Sihanouk (chef de l'État)
- 5 avril 1976 - 7 janvier 1979 : Khieu Samphân (président du Présidium d'État)

Sous le régime des Khmers rouges, Norodom Sihanouk, en tant que chef du gouvernement royal d'union nationale du Kampuchéa (GRUNK), demeure formellement le chef de l'État jusqu'en décembre 1975, mais il est le plus souvent absent du Cambodge, où tout le pouvoir est exercé dans les faits par le Parti communiste du Kampuchéa (ou Angkar) dont le principal dirigeant est Pol Pot. Après la démission de Sihanouk, Khieu Samphân, dirigeant khmer rouge, est élu Chef de l'État par l'assemblée.

## République populaire du Kampuchéa
- 11 janvier 1979 - 1er mai 1989 : Heng Samrin

Sous le régime installé après l'invasion du Cambodge par le Viêt Nam, le poste de chef de l'État est occupé par Heng Samrin, avec les titres de Président du conseil révolutionnaire populaire (1979-1981) puis de Président du conseil d'État (1981-1989).

### État du Cambodge
- 1er mai 1989 - 6 avril 1992 : Heng Samrin (Président du conseil d'État)
- 6 avril 1992 - 14 juin 1993 : Chea Sim (Président du conseil d'État)
- 14 juin 1993 - 24 septembre 1993 : Norodom Sihanouk (Chef d'État)

En 1989, la République populaire du Kampuchéa adopte le nouveau nom d'État du Cambodge. À la fin de cette période de transition, le poste de chef de l'État est à nouveau confié en juin 1993 à Norodom Sihanouk, qui reprend le titre de roi du Cambodge lors du rétablissement de la monarchie en septembre de la même année.
Depuis la restauration monarchique, et comme prévu par la constitution, Chea Sim, président de l'Assemblée nationale puis du Sénat, a plusieurs fois assuré l'intérim en tant que chef de l'État durant les absences du roi Norodom Sihanouk, à l'étranger pour raisons médicales.